# Rockne Tarkington
Rockne Booth Tarkington (Junction City, 15 de julho de 1931 - Estados Unidos, 5 de abril de 2015) foi um ator estadunidense.
Começou a trabalhar como ator de teatro e fez a carreira em séries de televisão nos anos de 1960, 1970 e 1980, como Kraft Suspense Theatre, The Alfred Hitchcock Hour, The Man from U.N.C.L.E., Ben Casey, Mission: Impossible, Bewitched, Tarzan, MacGyver, Baretta, entre outros.
Foi um dos pioneiros dos filmes Blaxploitation, trabalhando em "The No Mercy Man", "Zebra Force", entre outros.